# Wakatsuki (destroyer)
Le Wakatsuki (若月) était un destroyer de classe Akizuki en service dans la Marine impériale japonaise pendant la Seconde Guerre mondiale.

## Historique

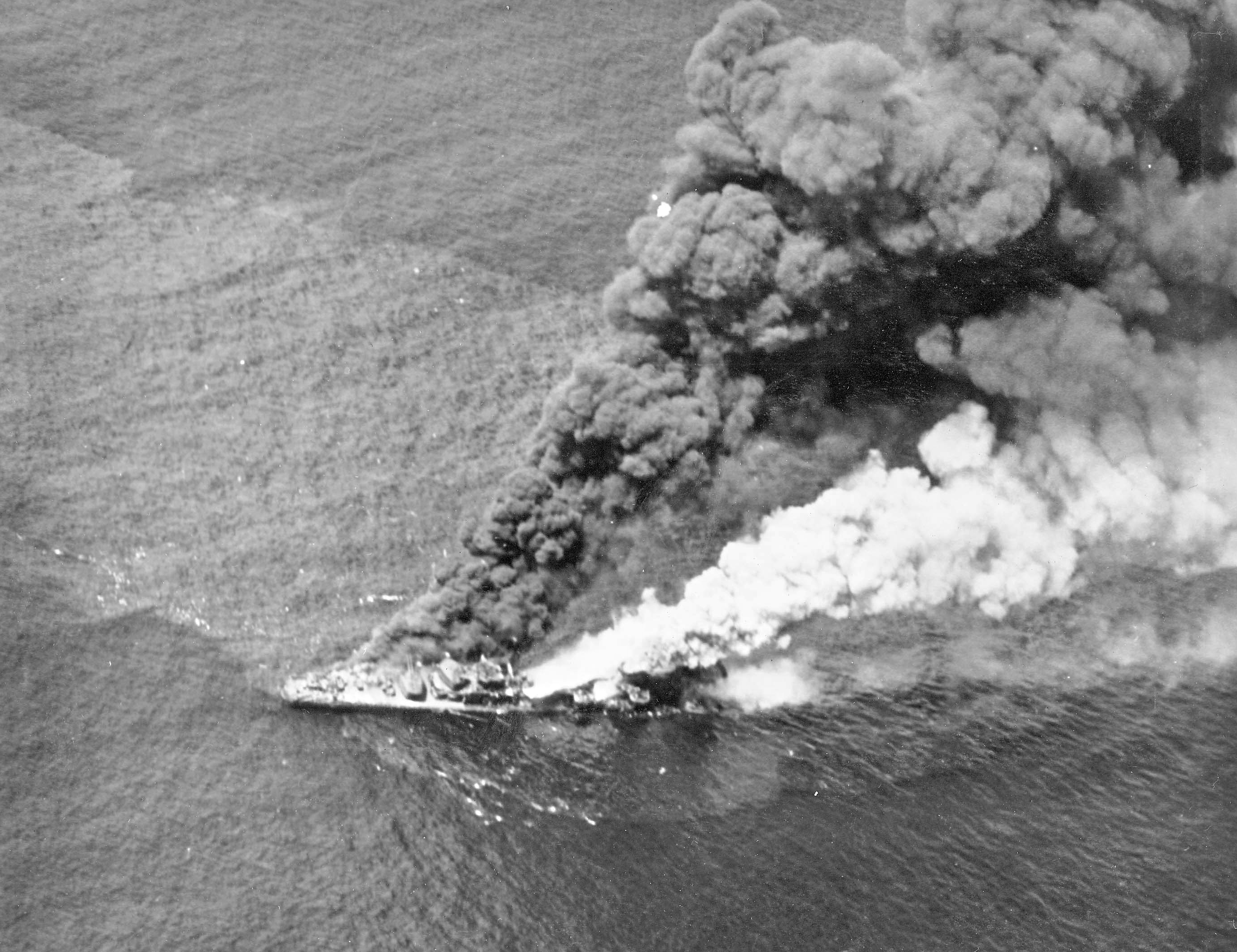
Le destroyer Wakatsuki lors de sa destruction par des avions américains, 1944.

Mis en service le 31 mai 1943, le navire rejoint la 11e escadre de destroyers. Le Wakatsuki participe au sauvetage des marins des porte-avions Shōkaku (juin 1944) et Zuikaku (octobre 1944), coulés par les forces américaines.
Le 6 juin 1944, il secourt 45 survivants du destroyer Minazuki, torpillé par le sous-marin USS Harder au large de Tawi-Tawi.
Le 11 novembre 1944, alors qu'il escortait un convoi de troupes pour Ormoc (Philippines), il est coulé par des avions de la Task Force 38 dans la baie d'Ormoc, à l'ouest de Leyte, à la position géographique 10° 50′ N, 124° 35′ E.

### Découverte de l'épave
Début janvier 2018, le navire océanographique de Paul Allen RV Petrel a identifié le destroyer Wakatsuki en même temps que les destroyers Shimakaze et Naganami attaqués lors de la bataille de la baie d'Ormoc.